# Sărbători publice în Slovacia
Aceasta este o listă a sărbătorilor publice din Slovacia.
| Dată                     | Denumirea în română                         | Numele local                                                           | Observații |
| ------------------------ | ------------------------------------------- | ---------------------------------------------------------------------- | --- |
| 1 ianuarie (1993)        | Ziua înființării Republicii Slovace         | Deň vzniku Slovenskej republiky                                        | Cehoslovacia s-a împărțit în Cehia și Slovacia |
| 6 ianuarie               | Boboteaza                                   | Zjavenie Pána (Traja králi a vianočný sviatok pravoslávnych kresťanov) | |
| martie, aprilie          | Vinerea Mare                                | Veľkonočný piatok                                                      | |
| martie, aprilie          | Lunea Luminată                              | Veľkonočný pondelok                                                    | |
| 1 mai (1886)             | Ziua Muncii                                 | Sviatok práce                                                          | |
| 8 mai (1945)             | Ziua Victoriei în Europa                    | Deň víťazstva nad fašizmom                                             | Sfârșitul celui de-al Doilea Război Mondial în Europa; inițial era sărbătorită o zi mai târziu                                                                                               |
| 5 iulie (863)            | Ziua Sfinților Constantin și Metodiu        | Sviatok svätého Cyrila a Metoda                                        | Sosirea în Moravia a misionarilor slavi Chiril (născut Constantin) și Metodiu |
| 29 august (1944)         | Aniversarea insurecției naționale slovace   | Výročie Slovenského národného povstania                                | Insurecția slovacă împotriva Germaniei naziste |
| 15 septembrie            | Ziua Fecioarei Îndurerate, hramul Slovaciei | Sviatok Panny Márie Sedembolestnej, patrónky Slovenska                 | Hramul Slovaciei este Fecioara Îndurerată |
| 1 noiembrie              | Sărbătoarea Tuturor Sfinților               | Sviatok všetkých svätých                                               | În această zi, sau în jurul acestei zile, se merge la cimitir |
| 17 noiembrie (1989/1939) | Ziua Luptei pentru Libertate și Democrație  | Deň boja za slobodu a demokraciu                                       | Comemorarea demonstrației studențești împotriva ocupației naziste din 1939 și, în special, a demonstrațiilor din 1989 din Bratislava și Praga considerate ca începutul Revoluției de Catifea |
| 24 decembrie             | Ajunul Crăciunului                          | Štedrý deň                                                             | În Slovacia, cadourile de Crăciun se deschid în seara de ajun |
| 25 decembrie             | Crăciun                                     | Prvý sviatok vianočný                                                  | |
| 26 decembrie             | Ziua Sfântului Ștefan                       | Druhý sviatok vianočný                                                 | |